# Tuhkurinsaaret
Tuhkurinsaaret är en ö i Finland. Den ligger i sjön Päijänne och i kommunen Luhango i den ekonomiska regionen  Joutsa ekonomiska region  och landskapet Mellersta Finland, i den södra delen av landet, 180 km norr om huvudstaden Helsingfors. Öns area är 2 hektar och dess största längd är 220 meter i nord-sydlig riktning.  Notera att namnet antyder att det är fråga om flera öar.